# Киченка
Киченка — река в России, протекает по территории Даниловского района Ярославской области; правый приток реки Касть.
Сельские населённые пункты около реки: Глуховки, Пономарево, Голики, Исаево, Высоково.